# Nuoto ai campionati mondiali di nuoto 2013 - 400 metri stile libero maschili
Le batterie si sono svolte la mattina del 28 luglio 2013, mentre la finale si è svolta la sera dello stesso giorno.

## Medaglie
| Posizione | Atleta        | Paese       |
| --------- | ------------- | ----------- |
| Oro       | Sun Yang      | Cina        |
| Argento   | Kōsuke Hagino | Giappone    |
| Bronzo    | Connor Jaeger | Stati Uniti |

## Record
Prima della manifestazione il record del mondo (WR) e il record dei campionati (CR) erano i seguenti.
| Record mondiale       | 3'40"07 | Paul Biedermann Germania | 26 luglio 2009 Roma, Italia |
| Record dei campionati | 3'40"07 | Paul Biedermann Germania | 26 luglio 2009 Roma, Italia |

Nel corso della competizione non sono stati migliorati record.

## Risultati

### Batterie
| Pos. | Batteria | Corsia | Atleta                 | Nazionalità     | Tempo   | Note |
| ---- | -------- | ------ | ---------------------- | --------------- | ------- | ---- |
| 1    | 5        | 4      | Sun Yang               | Cina            | 3'44"67 | Q    |
| 2    | 5        | 6      | Ryan Cochrane          | Canada          | 3'45"74 | Q    |
| 3    | 5        | 5      | Jordan Harrison        | Australia       | 3'46"85 | Q    |
| 4    | 3        | 4      | Kōsuke Hagino          | Giappone        | 3'46"92 | Q    |
| 5    | 5        | 7      | Devon Myles Brown      | Sudafrica       | 3'47"17 | Q    |
| 6    | 3        | 5      | Hao Yun                | Cina            | 3'47"49 | Q    |
| 7    | 4        | 5      | Connor Jaeger          | Stati Uniti     | 3'47"83 | Q    |
| 8    | 3        | 6      | James Guy              | Regno Unito     | 3'47"86 | Q    |
| 9    | 3        | 3      | Robbie Renwick         | Regno Unito     | 3'47"99 |      |
| 10   | 4        | 6      | Matthew Stanley        | Nuova Zelanda   | 3'48"25 |      |
| 11   | 4        | 7      | Ahmed Mathlouthi       | Tunisia         | 3'49"45 |      |
| 12   | 4        | 4      | David McKeon           | Australia       | 3'49"51 |      |
| 13   | 5        | 3      | Matt McLean            | Stati Uniti     | 3'49"74 |      |
| 14   | 4        | 2      | Gabriele Detti         | Italia          | 3'49"78 |      |
| 15   | 4        | 1      | Filip Zaborowski       | Polonia         | 3'50"22 |      |
| 16   | 4        | 3      | Gergő Kis              | Ungheria        | 3'50"87 |      |
| 17   | 3        | 1      | Matias Koski           | Finlandia       | 3'51"04 |      |
| 18   | 5        | 2      | Velimir Stjepanović    | Serbia          | 3'51"90 |      |
| 19´  | 5        | 0      | David Brandl           | Austria         | 3'51"98 |      |
| 20   | 3        | 7      | Cristian Quintero      | Venezuela       | 3'52"03 |      |
| 21   | 2        | 3      | Richárd Nagy           | Slovacchia      | 3'53"10 |      |
| 22   | 3        | 2      | Samuel Pizzetti        | Italia          | 3'53"26 |      |
| 23   | 5        | 8      | Ward Bauwens           | Belgio          | 3'53"60 |      |
| 24   | 2        | 5      | Marwan Ismail          | Egitto          | 3'53"80 |      |
| 25   | 5        | 1      | Serhiy Frolov          | Ucraina         | 3'53"92 |      |
| 26   | 1        | 8      | Martin Grodzki         | Germania        | 3'54"47 |      |
| 27   | 2        | 6      | Anton Sveinn McKee     | Islanda         | 3'54"67 |      |
| 28   | 2        | 1      | Welliam Maksi          | Siria           | 3'56"29 |      |
| 28   | 2        | 2      | Povilas Strazdas       | Lituania        | 3'56"29 |      |
| 30   | 4        | 9      | Jeong Jeong-Soo        | Corea del Sud   | 3'56"68 |      |
| 31   | 5        | 9      | Arturo Pérez Vertti    | Messico         | 3'57"28 |      |
| 32   | 3        | 8      | Damien Joly            | Francia         | 3'57"32 |      |
| 33   | 2        | 4      | Nezir Karap            | Turchia         | 3'57"37 |      |
| 34   | 4        | 8      | Dominik Meichtry       | Svizzera        | 3'57"65 |      |
| 35   | 3        | 0      | Ihar Boki              | Bielorussia     | 3'58"27 |      |
| 36   | 4        | 0      | Martin Naidich         | Argentina       | 3'58"92 |      |
| 37   | 3        | 9      | Kevin Yeap Soon Choy   | Malaysia        | 3'59"08 |      |
| 38   | 1        | 4      | Nicholas Schwab        | Rep. Dominicana | 3'59"29 |      |
| 39   | 2        | 7      | Marcelo Acosta Jiménez | El Salvador     | 4'02"21 |      |
| 40   | 2        | 0      | Yeziel Morales         | Porto Rico      | 4'02"28 |      |
| 41   | 2        | 9      | Matthew Lowe           | Bahamas         | 4'03"01 |      |
| 42   | 1        | 5      | Ahmad Jebril           | Palestina       | 4'07"70 |      |
| 43   | 2        | 8      | Pham Thanh Nguyen      | Vietnam         | 4'13"91 |      |
| 44   | 1        | 3      | Guillermo Lopéz        | Nicaragua       | 4'20"85 |      |
| 45   | 1        | 7      | Sovijja Pou            | Cambogia        | 4'22"67 |      |
| 46   | 1        | 6      | Klavio Meca            | Albania         | 4'27"25 |      |
| 47   | 1        | 1      | Brandon Schuster       | Samoa           | 4'29"60 |      |
| 48   | 1        | 2      | Khalid Abdulla         | Brunei          | 4'29"94 |      |

### Finale
| Pos. | Corsia | Atleta            | Nazionalità | Tempo   | Note |
| ---- | ------ | ----------------- | ----------- | ------- | ---- |
|      | 4      | Sun Yang          | Cina        | 3'41"59 |      |
|      | 6      | Kōsuke Hagino     | Giappone    | 3'44"82 |      |
|      | 1      | Connor Jaeger     | Stati Uniti | 3'44"85 |      |
| 4    | 5      | Ryan Cochrane     | Canada      | 3'45"02 |      |
| 5    | 8      | James Guy         | Regno Unito | 3'47"96 |      |
| 6    | 2      | Devon Myles Brown | Sudafrica   | 3'48"40 |      |
| 6    | 3      | Jordan Harrison   | Australia   | 3'48"40 |      |
| 8    | 7      | Hao Yun           | Cina        | 3'48"88 |      |